# Џереми Брет
Питер Џереми Вилијам Хагинс (енгл. Peter Jeremy William Huggins; Ворикшир, 3. новембар 1933 — Лондон, 12. септембар 1995), више познат као Џереми Брет је био енглески глумац.

## Биографија
Брет је рођен у месту Берксвел Гренџ (Ворикшир, Енглеска). Школовао се на Етон колеџу. Брет је касније тврдио да је био ‘академска катастрофа’ на Етону и да му је у томе помогла дислексија. Такође, био је одличан певач и члан хора на свом колеџу.
Похађао је за глумца у Централној школи за говор и драму у Лондону. Прву улогу је остварио у Библиотекарском позоришту (енгл. Library Theatre) у Манчестеру 1954. године. Прву улогу у Лондону је одиграо са „Олд Вик“ компанијом 1956. године. Одиграо је велики број класичних улога укључујући Шекспирове комаде у својој ранијој каријери са „Олд Виком“ и касније са Краљевским народним позориштем. Први пут је играо на филму 1955. године.
Године 1958., Џереми Брет се жени глумицом Аном Мејси (енгл. Anna Massey), али се разводе 1962. Добили су сина Дејвида Хагинса (1959), који је успешни британски писац.
Други брак је склопио са америчком продуценткињом Џоаном Вилсон 1976. године, која је умрла од рака 1985.
Од раних шездесетих година па надаље, Брет глуми у многим класичним серијалима на телевизији. Остаће упамћен по улози Д’Артањана 1966. у адаптацији Три мускетара. Неколико улога је било комичног карактера.
Највећи квалитет Џеремија Брета је била прецизна дикција, иако је рођен са шпрах-фелером у изговарању слова `Р`. Као младић је извршио корективну операцију и после више година вежбања правилог изговарања гласова, Брет је добио завидан и безгрешан изговор. Свакодневно је вежбао говор како би остао „у форми“.
Глумио је у многим филмовима и серијама током четрдесетогодишње каријере. Ипак, остаће највише запамћен по улози Шерлока Холмса у серији „Авантуре Шерлока Холмса“ (1984 — 1994) у адаптацији Џона Хикесворта и осталих писаца по изворним приповеткама Артура Дојла. Бретови обожаваоци сматрају да је ова улога славног детектива најбоље икад изведена.
Брет је патио од биполарне поремећености (маничне депресије) која је изазвана смрћу своје друге жене Џоане Вилсон. Џоан је умрла кад је Брет завршио са снимањем Холмсове смрти у „Последњем проблему“. Узео је одмор током снимања серије, али кад се вратио 1986. болест је почела да га мучи. Током последњег периода живота, Брет је био хоспитализован неколико пута.
Пре свршетка снимања свих серија о Шерлоку Холмсу, Брет је умро од срчаног удара у свом лондонском дому. Бретово срце није било здраво од детињства. Због психичих проблема пио је лекове који су утицали на рад његовог срца. Био је страствени пушач. Едвард Хардвик (глумио др Вотсона са Бретом) је изјавио како би Брет купио 60 цигарета на путу за снимање и попушио све за један дан. После дијагнозе о лошем стању срца, Брет је престао са пушењем, али снажна никотинска зависност је била неумољива, па је поново кренуо са пушењем. Убрзо потом, умро је у 61. години 12. септембра 1995. године.

## Филмографија
| Улоге  |                     |               |       |          |
| Година | Српски назив        | Изворни назив | Улога | Напомена |
| 1996.  |                     |               |       |          |
| 1995.  |                     |               |       |          |
| 1995.  |                     |               |       |          |
| 1993.  |                     |               |       |          |
| 1993.  |                     |               |       |          |
| 1988.  |                     |               |       |          |
| 1987.  |                     |               |       |          |
| 1985.  |                     |               |       |          |
| 1981.  |                     |               |       |          |
| 1981.  |                     |               |       |          |
| 1978.  |                     |               |       |          |
| 1974.  |                     |               |       |          |
| 1965.  |                     |               |       |          |
| 1964.  | Моја лепа госпођице |               |       |          |
| 1963.  |                     |               |       |          |
| 1960.  | Магбет              |               |       |          |
| 1956.  |                     |               |       |          |